# 山田基行
山田 基行（やまだ もとゆき、1957年（昭和32年）1月18日 - ）は、富山県出身のフリーアナウンサー、かつてはMOCプランニングに所属していた。愛称は“山ちゃん”。

## 略歴
- 1980年4月1日 テレビ岩手に入社。
- 1984年3月31日 テレビ岩手を退社。
- 1984年4月1日 山形テレビに入社。
- 1996年3月31日 山形テレビを退社し、フリーアナウンサーに至る。
- 山形テレビ退社後は、2011年3月11日[注釈 1]のMiMiよりマーケット放送まで、仙台市を中心にフリーアナウンサーとして活動していた[2]。

## 出演番組
フリーアナウンサー時代
- ヨジテレビ!（仙台放送）
- MiMiよりマーケット（仙台放送）

テレビ岩手時代
山形テレビ時代
- YTSニュース スーパータイム（フジテレビ系時代）
- YTSステーションEYE（テレビ朝日系時代）
- 提言の広場

## 出演したCM
- 東北電気保安協会